# Husynne (przystanek kolejowy)
Husynne – dawny przystanek kolejki wąskotorowej w Husynnem, w gminie wiejskiej Hrubieszów, w powiecie hrubieszowskim, w województwie lubelskim.